# ヨハン・ヴェンツェル・ヴラティスラフ・フォン・ミトロウィッツ

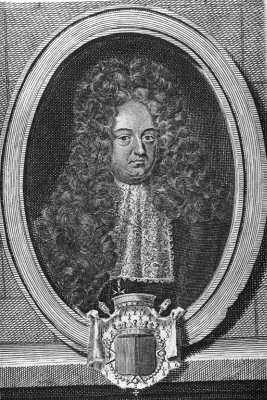
ヴラティスラフ・フォン・ミトロウィッツ

ヨハン・ヴェンツェル・ヴラティスラフ・フォン・ミトロウィッツ（Johann Wenzel Wratislaw von Mitrowitz, 1670年 - 1712年12月21日）は、オーストリアの政治家・外交官。プリンツ・オイゲンと協力してオーストリアの外交政策を主導した。

## 生涯
ボヘミア貴族の家に生まれ、ヨーロッパ旅行に参加して弁護士となった。叔父のボヘミア宰相フランツ・ウルリヒ・キンスキーの支援でオーストリア政府に仕官、1695年に伯爵に叙せられヴラティスラフ伯となった。外交の道を進み1701年にイングランド・オランダ・神聖ローマ帝国諸侯とハーグで対フランス同盟を締結、駐英大使としてロンドンに赴任し、スペイン継承戦争で同盟国を結びつける役割を担った。また、プリンツ・オイゲンと親交を結び1703年のオイゲンの軍事委員会総裁就任を後押ししている。
1703年にバイエルンとフランス軍が合流してオーストリアの首都ウィーンを脅かす危機に直面すると、神聖ローマ皇帝レオポルト1世の命令を受けてイングランド政府と同盟軍司令官のマールバラ公ジョン・チャーチルにかけあい、イングランド軍のドイツ南下を訴えた。イングランドが承諾して1704年にマールバラ公が南下すると、マールバラ公とオイゲンとの調整役を務め、ブレンハイムの戦いにおける同盟軍の勝利に繋げた。
翌1705年にレオポルト1世が亡くなると、後を継いだヨーゼフ1世からボヘミア宰相に登用され、同時にオーストリア外交を主導する立場に置かれた。オーストリアとスペインの両立は不可能と認識していて、戦争に求めるべき成果としてイタリア確保とスペイン放棄を主張、1707年にナポリ王国が制圧されたことでイタリアはオーストリアの手に入った。一方、大北方戦争に参戦してザクセン選帝侯領に駐屯したスウェーデン王カール12世の交渉に赴き、カール12世が要求するシレジアのプロテスタントの自由を保障して戦争を回避している。
1711年にヨーゼフ1世が死去、弟のカール6世が即位すると引き続き外交を担当、戦争継続が不可能と悟りスペイン放棄を引き換えとする和睦に動いたが、実現する前の翌1712年に死去。当初受け入れなかったオーストリアも和睦に傾き、1714年にオイゲンがフランスと和睦交渉を行いラシュタット条約を調印、オーストリアはスペイン放棄の代わりにイタリアを獲得して勢力を拡大した。